# Neustadt (Hesse)
Neustadt é um município da Alemanha, situado no distrito de Marburg-Biedenkopf, no estado de Hesse. Tem 56,88 km² de área, e sua população em 2019 foi estimada em 9.945 habitantes.